# Forum Geometricorum
Forum Geometricorum (ISSN 1534-1178) is een internationaal voormalig online wetenschappelijk tijdschrift op het gebied van klassieke Euclidische meetkunde. Het tijdschrift wordt sinds 2001 gepubliceerd vanuit de Florida Atlantic University in Boca Raton (Florida) in de V.S.. Het laatste nummer verscheen in 2019.
Forum Geometricorum is gratis, de voertaal is Engels. Bij plaatsing van artikelen wordt gewerkt volgens peer review, artikelen moeten gaan over meetkundige resultaten. De artikelen worden geplaatst op een website in PostScript- en Adobe Acrobat-formaat. Auteurs komen uit heel de wereld, ook België en Nederland hebben er enkele geleverd.
Hoewel het een wetenschappelijk tijdschrift is, is Forum Geometricorum gericht op een breder publiek dan wiskundigen alleen. De doelgroep beslaat bijvoorbeeld ook leraren van middelbare scholen. 